# 上海観光祭
上海観光祭（シャンハイかんこうさい）は、毎年秋上海で開催されている観光イベント。上海市が主催している。2012年の開催で23回目を迎える。

## 概要
期間中、街はイルミネーションで飾られ、市内の目抜き通りでは国内外からの出展者によるパレードも行われる。日本の自治体からも出展をしてきた。